# 5 février
Pour les articles homonymes, voir Cinq-Février.
5 janvier 5 mars
Chronologies thématiques
- Croisades
- Ferroviaires
- Sports
- Disney
- Anarchisme
- Catholicisme

Abréviations / Voir aussi
- (° 1852) = né en 1852
- († 1885) = mort en 1885
- a.s. = calendrier julien
- n.s. = calendrier grégorien
- Calendrier
- Calendrier perpétuel
- Liste de calendriers
- Naissances du jour

Le 5 février est le 36e jour de l'année du calendrier grégorien (il en reste ensuite 329, 330 lorsqu'elle est bissextile).
Son équivalent du 5 februarius était jour de nones dudit mois (longtemps dernier) de l'année du calendrier romain, puisant semble-t-il ses origines bien avant le légendaire Romulus au VIIIe siècle av. J.-C. et notre n.s. (ci-contre en légende marginale).
C'était généralement le 17e jour du mois de pluviôse du calendrier républicain ou révolutionnaire français, officiellement dénommé jour du lichen.

## Événements

### Iersiècleav. J.-C.

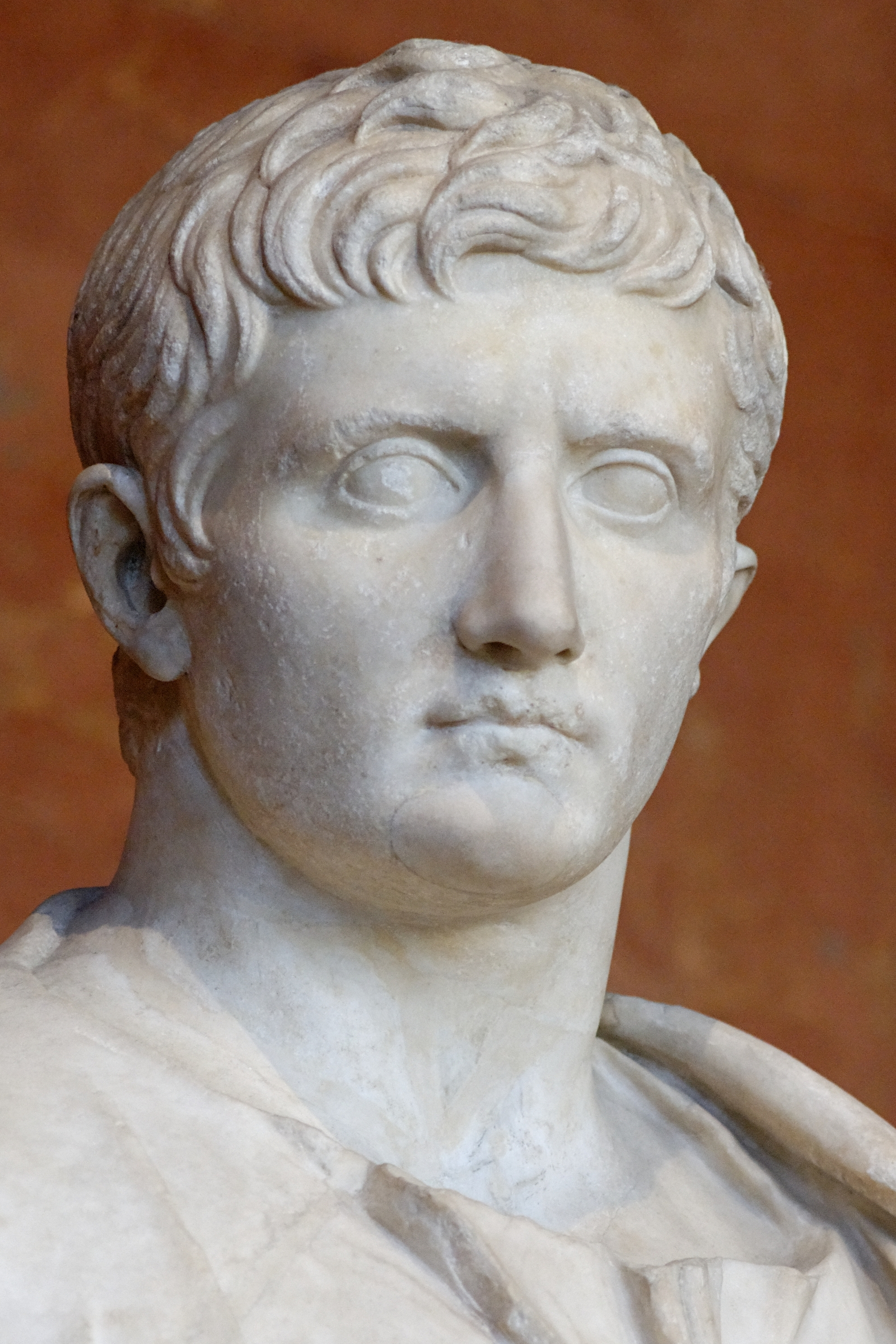
Auguste jeune vers 30-20 av. J.-C.

- -2 : l'empereur romain Auguste reçoit du Sénat le titre de "père de la Patrie".

### VIIIesiècle
- 756 : An Lushan s'auto-proclame empereur, et fonde le Grand Yan.
- 789 : naissance du royaume du Maroc, Idris premier roi du Maroc[1].

### XIIesiècle
- 1160 : au Japon, Taira no Kiyomori écrase les Minamoto au terme de la rébellion de Heiji.
- 1180 : arrestation des dirigeants de la communauté juive de Paris. Philippe-Auguste exige et obtient 15 000 marcs d'argent (7 342 kg) pour leur libération.

### XIVesiècle
- 1369 : les consuls de Cahors jurent de porter secours au roi de France Charles V déclarant que, « même sous la domination anglaise, ils n'avaient jamais cessé d'avoir le cœur français ».

### XVesiècle
- 1500 : Ludovic Sforza aidé de mercenaires suisses et allemands reprend Milan aux Français.

### XVIesiècle
- 1517 : François Ier se rend au Parlement de Paris pour y faire approuver le concordat ; de l'avis des prélats et de l'université, ce corps élude l'enregistrement.[pas clair]
- 1556 : trêve de cinq ans conclue à Vaucelles entre Charles Quint et le roi de France Henri II.
- 1589 : le parlement de Toulouse reconnaît pour roi le cardinal de Bourbon et ordonne de battre monnaie à son coin. La Ligue le fait servir de fantôme de roi à l'exécution de ses projets contre Henri IV.

### XVIIesiècle
- 1626 : paix de La Rochelle qui garantit celle de Montpellier. La Rochelle fait partie des places fortes qu'Henri IV a concédées aux protestants pour leur sécurité. Si Richelieu peut tolérer que les protestants tiennent tête à son pouvoir, il ne pourra plus, un an après, admettre le pacte qui lie La Rochelle à l'Angleterre. Cette dernière déclare la guerre à la France.
- 1679 : le Traité de Nimègue marque l'apogée du règne de Louis XIV. La France acquiert la Franche-Comté, l'Alsace, Valenciennes, Cambrai, le Sénégal et la Guyane.
- 1692 : au Brésil, d'anciens esclaves marrons avaient créé la république de Palmares, avec une capitale fortifiée. Des mercenaires écrasent Palmares, et, dans la nuit du 5 au 6 février, les assaillis se jettent du haut des falaises pour échapper aux tueurs.

### XVIIIesiècle
- 1778 : la Caroline du Sud ratifie les Articles de la Confédération.
- 1782 : l'Espagne prend Minorque à la Grande-Bretagne, avec l'aide de la France.
- 1798 : à Rome, à la suite de l'assassinat du Général Duphot le 27 décembre 1796 par la foule romaine, les troupes françaises entrent dans la ville et proclament la République romaine. Le pape, qui avait décidé en décembre 1797 de reprendre les armes contre la France, est exilé en Toscane, puis en France.
- 1800 : à Londres, le Premier ministre britannique Pitt, inquiet de l'activité des patriotes irlandais, fait adopter l'Acte d'union.

### XIXesiècle

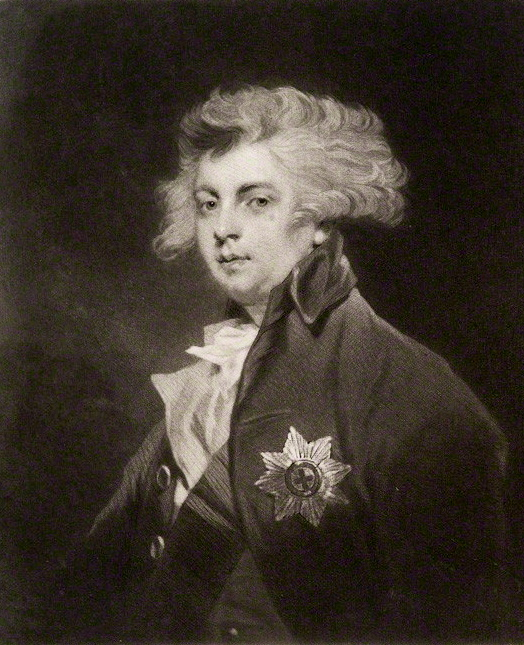
Portrait de George réalisé par Sir Joshua Reynolds en 1785.

- 1810 : début du siège de Cadix par l'Empire français pendant la guerre d'indépendance espagnole.
- 1811 : à la suite de la maladie mentale de George III, le prince de Galles, futur George IV, devient régent du Royaume-Uni.
- 1813 : à Königsberg, le landtaag de Prusse-Orientale, sous l'impulsion de l'Oberpräsident de Lituanie et de Prusse, Hans von Auersbach, conseillé par le ministre Stein, appelle au soulèvement contre Napoléon. Il s'agit pour Stein de convaincre le roi Frédéric-Guillaume III de se lancer dans le combat et d'abandonner son attitude louvoyante qui, le 19 janvier, lui a fait repousser les termes de la convention de Tauroggen avec la Russie.
- 1817 : vote de la loi Lainé en France, réformant les dispositions électorales : pour prétendre au statut d'électeur, il faudra désormais être un homme âgé d'au moins trente ans, et payer 300 francs d'impôts. Les hommes de plus de quarante ans devront quant à eux payer 1 000 francs d'impôts.
- 1818 : Jean-Baptiste Bernadotte devient roi de Suède-Norvège sous le nom de Charles XIV Jean.
- 1822 : le chef de l’insurrection de Janina, Ali Pacha, est assassiné après une offre de reddition refusée. Les Ottomans s’emparent de Janina.
- 1830 : en Serbie, le prince Miloch Obrénovitch se fait proclamer prince héréditaire du pays.
- 1831 : une insurrection populaire dans le duché de Modène s'étend à Bologne, dans les États pontificaux et, en moins de quinze jours, les libéraux prennent le pouvoir dans toute l'Italie centrale.
- 1859 : en Roumanie, la convention (août 1858) qui venait en complément du traité de Paris (30 mars 1858) stipulait que les deux provinces de Moldavie et de Valachie, attachées à la tutelle russe, devaient rester séparées. De façon à contourner l'opposition de l'Autriche à l'ébauche de «Grande Roumanie», Napoléon III suggère aux deux provinces de voter pour le même gouverneur : par l'élection d'Alexandre Jean Cuza comme hospodar de Moldavie et de Valachie, l'unité de la Roumanie est réalisée, sinon en droit, du moins en fait : Cuza entreprend l'unification des deux parties du territoire.
- 1879 : en France, le service des Postes et Télégraphes, jusqu'ici subordonné au sous-secrétariat d'État aux Finances, est érigé en ministère des Postes et Télégraphes dont le premier titulaire sera, pendant six ans et dans huit gouvernements successifs, Adolphe Cochery.
- 1880 : à Saint-Pétersbourg, échec de l'attentat du populiste Stepan Khaltourine (en) contre le tsar au palais d'Hiver.

### XXesiècle
- 1901 : le traité Hay-Pauncefote concède aux États-Unis le creusement et l'exploitation du canal de Panama après le fiasco français.
- 1917 : le Mexique devient une République fédérale de 28 États.
- 1918 : proclamation de la séparation de l'Église et de l'État en Russie.
- 1924 : fin des Iers Jeux olympiques d'hiver à Chamonix.
- 1932 : les Japonais occupent la ville de Harbin (Chine), c'est la seconde en taille de la Mandchourie.
- 1940 :
  - le Conseil suprême interallié autorise une intervention en Scandinavie, qui sera placée sous commandement britannique.
  - découverte à Tanis, par le Pr Montet, du caveau original du pharaon Amenemopet de la XXIe dynastie (ce tombeau se révéla vide mais le corps du roi sera trouvé deux mois plus tard intact dans une autre tombe).
- 1941 : les Alliés entament la bataille pour capturer la ville de Keren, en Érythrée
- 1945 : les forces américaines, commandées par le général Douglas MacArthur, réoccupent Manille (Philippines).
- 1953 : sortie aux États-Unis du long-métrage d'animation « Peter Pan » de Walt Disney.
- 1954 : après quinze années d'inactivité, Gabrielle Chanel (1883-1971) rouvre sa maison de couture à l'âge de soixante et onze ans.
- 1955 : chute du gouvernement Mendès-France.
- 1958 : Pyongyang propose un retrait de toutes les forces étrangères de la Corée du Nord et de la Corée du Sud[2].
- 1962 : le général de Gaulle préconise une Algérie indépendante sur la base d'une coopération amicale avec la France.
- 1963 : la Cour de justice des Communautés européennes rend son arrêt van Gend en Loos.
- 1969 : Yasser Arafat est élu à la tête de l'Organisation de libération de la Palestine.
- 1979 : le Colonel Denis Sassou-Nguesso est élu à la tête du Parti Congolais du Travail (Parti unique) et devient de fait le Cinquième Président de la République Populaire du Congo (de nos jours République du Congo ou Congo-Brazzaville).
- 1983 : Klaus Barbie, ancien responsable de la Gestapo lyonnaise, est incarcéré à Lyon après extradition par la Bolivie.
- 1994 :
  - explosion d'un obus de mortier tiré depuis les positions bosno-serbes sur le marché Markale de Sarajevo : 68 morts, 140 blessés. Ce massacre de civils est attribué au général Stanislav Galić.
  - Cyprien Ntaryamira devient Président de la République du Burundi.

### XXIesiècle
- 2003 : intervenant devant le Conseil de sécurité des Nations unies, Colin Powell tente de convaincre la communauté internationale que l'Irak possède toujours des armes de destruction massive. Se rendant compte plus tard qu'il avait été dupé en cela par les faucons néo-conservateurs proches de Bush, il se prononcera en faveur du démocrate Barack Obama à la présidence des États-Unis.
- 2020 : le Sénat vote l’acquittement du président Donald Trump aux États-Unis[3].
- 2023 : à Monaco, l'Union nationale remporte l'intégralité des sièges lors des élections nationales[4].
- 2025 : après la mort la veille du 49e imam héréditaire des Ismaéliens, l'Aga Khan IV, à l’âge de 88 ans, son fils Rahim Aga Khan devient le 50e imam de la communauté ismaélienne nizârite avec le titre d'Aga Khan V[5].

## Arts, culture et religion
- 1597 : vingt-six chrétiens sont martyrisés par crucifixion au Japon.
- 1875 : le pape Pie IX condamne à Rome les lois et le Kulturkampf du chancelier Otto von Bismarck qu'il considère comme nuls (dans son encyclique Quod numquam). Bismarck fait voter l'abolition de toutes les congrégations en réaction le 31 mai.
- 1887 : l'opéra Otello de Verdi est créé à La Scala de Milan.
- 1914 : apparition du personnage de Charlot interprété par Charlie Chaplin.
- 1919 : création par Charles Chaplin, Douglas Fairbanks, Mary Pickford et David Wark Griffith de United Artists.
- 1920 : première manifestation à Paris (au Grand Palais) du mouvement Dada[6].
- 1954 : ouverture de la salle de spectacle de l'Olympia à Paris par Lucienne Delisle ou Gilbert Bécaud s'en partageant la première affiche[7].
- 1992 : selon un sondage réalisé pour le compte d'un fabricant de rouge à lèvres, le baiser de Rhett Butler et Scarlett O'Hara dans Gone With The Wind (Autant en emporte le vent) est le plus mémorable de l'histoire du cinéma. Derrière Clark Gable et Vivien Leigh viennent Deborah Kerr et Burt Lancaster dans Tant qu’il y aura des hommes (From here to eternity), puis Ingrid Bergman et Humphrey Bogart dans Casablanca.
- 2003 : sortie en salles françaises de cinémas de la comédie potache La Beuze avec l’animateur Michael Youn dans son premier long-métrage et à ses côtés l'un de ses comparses du « Morning Live » télévisé de M6 Vincent Desagnat[7].

## Sciences et techniques
- 1894 : Jean-Aimé Le Roy présente le premier appareil de projection cinématographique à Manhattan (New York).
- 1971 : succès de la mission Apollo 14 avec Alan Shepard et Edgar Mitchell.
- 1974 : après un voyage de trois mois, le navire spatial Mariner 10 s'approche à moins de 5 800 kilomètres de Vénus et commence à relayer vers la Terre les premières photos en gros plan de la planète.
- 1997 : sortie de la première version publique de MAME (Multiple Arcade Machine Emulator).
- 2012 : après plus de 20 ans de forage, une tête de forage pénètre dans l'eau liquide du lac sous-glaciaire Vostok à 3 769 m de profondeur.
- 2024 : le cosmonaute russe Oleg Kononenko établit un nouveau record de durée dans l'espace, surpassant celui de Guennadi Padalka (878 jours et demi)[8].

## Économie et société
- 62 : un tremblement de terre détruit la ville de Pompéi en partie[9] dix-sept années avant l'éruption du Vésuve qui lui sera fatale.
- 1663 : séisme dans Charlevoix en Nouvelle-France.
- 1783 : premier d'une série de séismes en Calabre.
- 1810 : Napoléon rétablit la censure[10]. Il avait déclaré le 12 décembre 1809 : « Le droit d'imprimer n'est pas du nombre des droits naturels. »[11].
- 1869 : on découvre Welcome Stranger à Victoria (Australie), la plus grosse pépite d'or jamais trouvée (65,2 kg)[12].
- 1902 : réduction à 9 heures de la journée de travail pour les mineurs.[réf. souhaitée]
- 1923 : un record de température, pour la province de Québec, est établi dans la région de l'Abitibi (au nord ouest de la province) avec -54 degrés Celsius.
- 1951 : inauguration du port d'Abidjan en Côte d'Ivoire.
- 1986 : une bombe explose à la F.N.A.C. de Paris : 10 blessés.
- 1989 : Rodion Gatauline bat le record du monde en salle de saut à la perche, avec un saut de 6,02 m.
- 1993 :
  - la commission d'instruction de la Haute cour de justice française juge que les faits reprochés aux trois anciens ministres Laurent Fabius, Edmond Hervé et Georgina Dufoix dans l'affaire du sang contaminé sont prescrits.
  - François Léotard est reconnu coupable d'ingérence et de corruption lors de l'acquisition de son domicile. Il est gracié par la prescription.
  - Patrick Poivre d'Arvor journaliste vedette de TF1 est inculpé de recel d'abus de biens sociaux dans l'affaire Pierre Botton (le beau-fils de Michel Noir, maire de Lyon).
- 1994 : incendie du Parlement de Bretagne à Rennes, dans la nuit du 4 au 5, à la suite de manifestations avec fumigènes de détresse de marins pêcheurs, à l'occasion de la visite à Rennes du gouvernement Balladur à la préfecture d'Ille-et-Vilaine et de région Bretagne.
- 1997 : trois grandes banques suisses décident de débloquer une somme de 100 millions de francs suisses en faveur des victimes de la Shoah, qui constituera la « première pierre » de ce « fonds humanitaire » destiné aux survivants et familles des victimes du nazisme.
- 1998 : incendie du dôme de la gare des Bénédictins, à Limoges.
- 1999 : 
  - Bernard Thibault succède à Louis Viannet à la tête de la CGT.
  - le boxeur poids lourds Mike Tyson est condamné à un an de prison pour avoir agressé deux automobilistes après un accident de la circulation.
- 2001 :
  - début du procès de quatre affidés d'Oussama ben Laden, à New York, pour les attentats d'août 1998 contre les ambassades de Nairobi et Dar es Salam. Ils sont condamnés à la prison à vie.
  - Didier Morville, alias JoeyStarr, est condamné à un mois de prison ferme et 100 000 F d'amende par le tribunal correctionnel de Bobigny, France, pour infraction à la législation sur les armes.
- 2002 : de retour de République dominicaine, l'ancien conseiller général RPR des Hauts-de-Seine Didier Schuller, personnage central de l'enquête sur l'office HLM de ce département, est mis en examen et écroué pour trafic d'influence et abus de biens sociaux.
- 2005 : plusieurs centaines de milliers de personnes défilent dans quelque 110 villes de France à l'appel de la quasi-totalité des organisations syndicales, pour protester contre la remise en cause des 35 heures.
- 2009 : inauguration d'une centrale hydroélectrique de 241 MW et 307 millions d'euros, réalisée en 32 mois à San Salvador au Brésil, sur la rivière Tocatins, en présence du président du pays Luiz Inácio Lula da Silva, et du président de GDF Suez Gérard Mestrallet.
- 2020 : le Boeing 737-86J effectuant le vol 2193 Pegasus Airlines s'écrase après une sortie de piste lors de son atterrissage à l'aéroport Sabiha-Gökçen d'Istanbul, tuant 3 personnes et en blessant 179 autres parmi les 183 occupants de l'appareil.

## Naissances

### Xesiècle
- 976 : Sanjo, empereur du Japon († 5 juin 1017).

### XVIesiècle
- 1505 : Aegidius Tschudi, historien suisse († 28 février 1572).
- 1519 : René de Chalon, prince d'Orange, comte de Nassau et seigneur de Bréda († 15 juillet 1544).
- 1534 : Giovanni Bardi, écrivain, compositeur et critique d'art italien de la Renaissance († 1612).
- 1589 : Esteban Manuel de Villegas, poète espagnol († 3 septembre 1669).
- 1594 : Biagio Marini, violoniste et compositeur italien († 20 mars 1663).

### XVIIesiècle
- 1626 : Marie de Rabutin-Chantal, marquise de Sévigné, femme de lettres française († 17 avril 1696).
- 1628 : César d'Estrées, cardinal français, évêque de Laon († 18 décembre 1714).

### XVIIIesiècle
- 1744 : John Jeffries.
- 1770 : Alexandre Brongniart, minéralogiste et naturaliste français († 7 octobre 1847).
- 1788 : sir Robert Peel, homme politique britannique († 2 juillet 1850).
- 1796 : Johannes von Geissel, cardinal allemand, archevêque de Cologne († 8 septembre 1864).
- 1797 : Jean-Marie Duhamel, professeur et physicien français († 29 avril 1872).

### XIXesiècle
- 1804 : Johan Ludvig Runeberg, écrivain populaire finlandais († 6 mai 1877).
- 1835 : Demetrius Vikelas, premier président du comité international olympique ou CIO († 7 juillet 1908).
- 1840 :
  - John Boyd Dunlop, inventeur de la chambre à air de pneu († 23 octobre 1921).
  - Hiram Maxim, inventeur britannique d’origine américaine († 24 novembre 1916).
- 1846 : Johann Most, propagandiste anarchiste allemand († 17 mars 1906).
- 1848 : Joris-Karl Huysmans, écrivain français († 12 mai 1907).
- 1862 : Felipe de Jesús Villanueva Gutiérrez, compositeur mexicain († 28 mai 1893).
- 1869 : Lady Mond (Marie-Louise Le Manac'h dite), mondaine mécène bretonnante († 21 novembre 1949).
- 1878 : André Citroën, entrepreneur français († 3 juillet 1935).
- 1880 : Gabriel Voisin, pionnier français de l'aéronautique († 25 décembre 1973).
- 1883 : Sax Rohmer, romancier britannique († 1er juin 1959).
- 1893 : Roman Ingarden, philosophe polonais († 14 juin 1970).
- 1900 : Adlai Stevenson, homme politique américain († 14 juillet 1965).

### XXesiècle
- 1906 : John Carradine, acteur américain († 27 novembre 1988).
- 1907 : Pierre Pflimlin, homme politique français, président du conseil en 1958 († 27 juin 2000).
- 1908 :
  - Peg Entwistle (Lillian Millicent Entwistle dite), actrice américaine († 16 septembre 1932).
  - Eugène Weidmann, criminel allemand, dernier condamné à mort guillotiné en public en France († 17 juin 1939).
- 1909 : 
  - Grażyna Bacewicz, compositrice, violoniste et professeure polonaise († 17 janvier 1969).
  - André Barsacq, metteur en scène français († 3 février 1973).
- 1910 :
  - Charles Philippe Leblond, biologiste québécois († 10 avril 2007).
  - Francisco Varallo, joueur de football argentin († 30 août 2010).
- 1911 : Jussi Björling, chanteur lyrique suédois († 9 septembre 1960).
- 1914 : William Seward Burroughs, romancier et poète américain († 2 août 1997).
- 1915 : Robert Hofstadter, physicien américain, prix Nobel de physique 1961 († 17 novembre 1990).
- 1917 :
  - Mostefa Ben Boulaïd, un des chefs historiques de la Guerre d'Algérie († 27 mars 1956).
  - Isuzu Yamada, actrice japonaise († 9 juillet 2012).
- 1918 : 
  - Vincenzo Fagiolo, cardinal italien, président du Conseil pontifical pour les textes législatifs († 22 septembre 2000).
  - Lawrence Morgan, cavalier australien double champion olympique († 15 août 1997).
- 1919 :
  - Red Buttons, humoriste et acteur américain († 13 juillet 2006).
  - Kenneth Hare, climatologue, géographe et enseignant universitaire canadien d'origine britannique († 3 septembre 2002).
  - Tim Holt, acteur américain († 15 février 1973).
  - Andréanne Lafond, journaliste et animatrice québécoise d'origine française († 29 janvier 2012).
  - Andréas Papandréou, économiste internationalement reconnu et homme politique grec († 23 juin 1996).
- 1920 :
  - Jean-Émile Friand, résistant français pendant la Seconde Guerre mondiale († 22 décembre 2012).
  - Leda Mileva, écrivaine, traductrice et diplomate bulgare (° 5 février 2013).
  - Frank Muir, acteur et scénariste britannique (° 2 janvier 1998).
- 1921 :
  - Ken Adam, chef décorateur britannique († 10 mars 2016).
  - Robert L'Herbier, chanteur et gestionnaire de télévision québécois († 1er janvier 2008).
  - John Pritchard, chef d'orchestre britannique († 5 décembre 1989).
- 1923 : Claude King (en), chanteur et compositeur américain de musique country († 7 mars 2013).
- 1924 : 
  - D. Simon Lourdusamy, cardinal indien, préfet émérite de la Congrégation pour les Églises orientales († 2 juin 2014).
  - Marcel Weinum, adolescent résistant, fondateur du réseau de Résistance « La Main Noire » († 14 avril 1942).
- 1926 : D'Iberville Fortier, diplomate canadien, troisième Commissaire aux langues officielles du Canada († 22 avril 2006).
- 1927 : Robert Allen (en), pianiste et compositeur américain († 1er octobre 2000).
- 1929 :
  - Luc Ferrari, compositeur († 22 août 2005).
  - Fred Sinowatz, homme politique autrichien († 11 août 2008).
- 1932 : Claude Chantal, actrice française de doublage († 8 février 2016).
- 1934 :
  - Hank Aaron, joueur de baseball américain, recordman des coups de circuit au baseball († 22 janvier 2021).
  - Don Cherry, joueur, entraîneur et commentateur canadien de hockey sur glace.
- 1935 : Siegfried Kessler, pianiste, claviériste, organiste, harmoniciste et flûtiste de jazz français  († 22 janvier 2007).
- 1936 : Claude Giraud, acteur, doubleur vocal et voix off française († 3 novembre 2020).
- 1937 :
  - Hervé Brousseau, chanteur, acteur et animateur québécois († 4 janvier 2017).
  - Stuart Damon (en), acteur américain († 29 juin 2021).
  - Philippe Fouchard, juriste, consultant en droit international et professeur des universités français († 3 janvier 2004).
  - Jean-Marie Piquint, réalisateur et producteur belge de films.
  - Gaston Roelants, athlète belge champion olympique du 3000 m steeple.
  - Gyula Zsivótzky, athlète hongrois champion olympique du lancer du marteau († 29 septembre 2007).
- 1940 : 
  - Hans Ruedi "HR" Giger, peintre et sculpteur suisse († 12 mai 2014).
  - Jean-Marc Juilhard, homme politique français.
- 1941 :
  - Stephen J. Cannell, scénariste et producteur américain († 30 septembre 2010).
  - David Selby, acteur américain de théâtre.
  - Kaspar Villiger, homme politique et un industriel suisse, conseiller fédéral de 1989 à 2003.
  - Cory Wells (en), chanteur américain du groupe Three Dog Night († 20 octobre 2015).
- 1942 : 
  - Roger Staubach, joueur de football américain.
  - Paul Pavlowitch, écrivain, éditeur et journaliste français.
- 1943 :
  - Nolan Bushnell, pionnier de l'industrie du jeu vidéo, concepteur de Pong et un fondateur d'Atari.
  - Michael Mann, réalisateur, scénariste et producteur américain.
- 1944 :
  - J.R. Cobb (en), guitariste américain des groupes Classics IV et Atlanta Rhythm Section († 4 mai 2019).
  - Al Kooper, musicien, compositeur et interprète américain du groupe Blood, Sweat and Tears.
- 1945 : Mgr Michael Courtney, nonce apostolique au Burundi († 29 décembre 2003).
- 1946 :
  - François Geindre, homme politique français († 2 janvier 2023).
  - Charlotte Rampling, actrice britannique.
- 1947 :
  - Mary L. Cleave, astronaute américaine.
  - Regina Duarte, comédienne brésilienne.
  - Benoît Jacquot, réalisateur français.
- 1948 :
  - Catherine Castel, actrice française († 19 septembre 2018).
  - Marie-Pierre Castel, actrice française († 10 février 2013).
  - Christopher Guest, acteur, réalisateur et scénariste américain.
  - Barbara Hershey, actrice américaine.
  - Errol Morris, réalisateur, producteur, monteur, scénariste et acteur américain.
- 1949 :
  - Kurt Beck, personnalité politique allemande.
  - Yvon Vallières, homme politique québécois.
- 1951 : Joy Grant, financière, diplomate et femme politique bélizienne.
- 1952 :
  - Daniel Balavoine, chanteur français († 14 janvier 1986).
  - Patrick Tort, philosophe, épistémologue et historien français.
- 1953 : Giannina Braschi, poétesse et romancière portoricaine.
- 1954 :
  - Daniel Besnehard, dramaturge et écrivain français.
  - Dominique Besnehard, agent artistique, producteur de cinéma et acteur français.
  - Laurent Broomhead, producteur, animateur de télévision et de radio français.
  - Frédéric Cottier, cavalier de saut d'obstacles français.
  - Robert McElroy, cardinal américain, évêque de San Diego.
  - Guy Novès, joueur de rugby puis entraîneur français.
- 1955 : 
  - Souad El Alaoui Ben Hachem, autrice marocaine.
  - Joseph Marcel Ramet, médecin pédiatre belge et professeur d'université († 7 mars 2019).
  - Markus Ryffel, athlète suisse spécialiste des courses de fond, vice-champion olympique.
- 1956 : Héctor Rebaque, pilote de F1 mexicain.
- 1957 : Azouz Begag, écrivain, chercheur et homme politique français.
- 1959 : Véronique Rivière, chanteuse française.
- 1960 : 
  - Hubert Michel, écrivain français.
  - Sanasar Oganisyan, lutteur arménien champion olympique.
- 1962 : Jennifer Jason Leigh, actrice américaine.
- 1963 :
  - Catherine Arnaud, judokate française.
  - Hervé Ghesquière, journaliste français († 14 juin 2017).
  - Philippe Rozier, cavalier de saut d'obstacles français.
- 1964 :
  - Martha Fiennes, réalisatrice et scénariste anglaise.
  - Laura Linney, actrice américaine.
  - Duff McKagan, premier bassiste des Guns N' Roses.
- 1965 :
  - Tarik Benhabiles, joueur de tennis puis entraîneur français.
  - Gheorghe Hagi, footballeur roumain.
- 1966 :
  - Olivia Adriaco, animatrice de télévision et chanteuse française.
  - José Maria Olazábal, golfeur espagnol.
- 1967 : Alexandre Najjar, écrivain français d'expression française.
- 1968 :
  - Roberto Alomar, joueur de baseball portoricain.
  - Marcus Grönholm, pilote de rallye finlandais.
- 1969 :
  - Bobby Brown, chanteur américain.
  - Frédéric Magné, pistard français.
  - Michael Sheen, acteur gallois.
- 1970 : Astrid Kumbernuss, athlète allemande spécialiste du lancer du poids, championne olympique.
- 1971 :
  - Michel Breistroff, joueur professionnel de hockey sur glace français († 17 juillet 1996).
  - Sara Evans, chanteuse et compositrice américaine.
  - Peter Cipollone, rameur d'aviron américain, champion olympique.
- 1972 :
  - Chris Bailey, joueuse de hockey sur glace américaine.
  - Mary Donaldson épouse de Frederik de Danemark, prince héritier.
  - Luke Greenfield, réalisateur, producteur et scénariste américain.
- 1973 : Deng Yaping, pongiste chinoise quadruple championne olympique.
- 1974 : Sibelis Veranes, judokate cubaine championne olympique.
- 1975 : Giovanni van Bronckhorst, footballeur puis entraîneur néerlandais.
- 1976 :
  - Abhishek Bachchan, acteur, producteur et animateur de télévision indien.
  - Tony Jaa, acteur thaï d'arts martiaux et chorégraphe spécialisé en Kung Fu, Muay Boran et Taekwondo.
  - Attila Savolt, joueur de tennis hongrois.
  - Martín Scelzo, joueur de rugby à XV argentin.
- 1977 : 
  - Simone Cristicchi, auteur-compositeur-interprète italien.
  - Ben Ainslie, navigateur britannique, quadruple champion olympique.
- 1978 :
  - Samuel Sánchez, cycliste espagnol.
  - Taïro (Ismaël Jolé-Ménébhi dit), auteur-compositeur-interprète français.
- 1979 :
  - Blacko (Karl Appela dit), chanteur français.
  - Paulo Gonçalves, pilote de rallye-raid et de motocross portugais († 12 janvier 2020).
- 1980 : 
  - Kamel le Magicien, prestidigitateur français.
  - Hakki Akdeniz, restaurateur, chef d'entreprise et philanthrope américain.
- 1981 :
  - Lee Eon, acteur sud-coréen († 21 août 2008).
  - Sara Foster, actrice américaine.
  - Mia Hansen-Løve, réalisatrice et actrice française.
  - David Mora, matador espagnol.
  - Nora Zehetner, actrice américaine.
  - Julie Zenatti, chanteuse française.
- 1982 :
  - Deidra Dionne, skieuse acrobatique canadienne.
  - Marc Kennedy, curleur canadien.
  - Pablo Palacios, footballeur équatorien.
  - Flavia Pennetta, joueuse de tennis italienne.
- 1984 :
  - Julien Espinosa, entraîneur français de basket-ball.
  - Carlos Tévez, joueur de football, international argentin.
  - Mister You (Younes Latifi dit), rappeur français.
- 1985 :
  - Rémi Casty, joueur de rugby à XIII français.
  - Rudy Haddad, footballeur français.
  - Maciej Lampe, basketteur polonais.
  - Jason Marshall, joueur de rugby à XV canadien.
  - Cristiano Ronaldo, joueur de football, international portugais.
  - Tatiana Silva, présentatrice belge.
- 1986 :
  - Niels Albert, cyclocrossman belge.
  - Vedran Corluka, footballeur croate.
  - Sekope Kepu, joueur de rugby à XV australien.
  - Louis Picamoles, joueur de rugby à XV français.
- 1987 : Darren Criss, acteur, chanteur, musicien et auteur-compositeur américain.
- 1989 : 
  - Jeremy Sumpter, acteur américain.
  - Jason Zimmerman dit Mew2King, joueur professionnel d'esport.
- 1990 : Kim Ji-Soo, acteur et chanteur sud-coréen.
- 1991 : 
  - Charles Bertrand, hockeyeur sur glace français.
  - Loris Néry, footballeur français.
- 1992 :
  - Nabilla Benattia, mannequin et participante de téléréalité franco-suisse.
  - Mario Lambrughi, athlète suisse.
  - Neymar (Neymar da Silva Santos Júnior dit), joueur de football international brésilien.
  - Stefan de Vrij, footballeur néerlandais.
- 1994 : Zheng Saisai, joueuse de tennis chinoise.
- 1995 : Adnan Januzaj, footballeur belge.
- 1996 : Fadia Farhani, taekwondoïste tunisienne.
- 1997 : Estelle Cascarino, footballeuse française.
- 1998 : Rodions Kurucs, basketteur letton.
- 2000 : Esme Creed-Miles, actrice anglaise.

### XXIesiècle
- 2001 : Kim Min Ju, chanteuse sud coréenne du groupe IZ*ONE.
- 2002 : 
  - Davis Cleveland, acteur américain.
  - Paulina Villarreal Velez : batteuse du groupe The Warning
- 2003 : Koyuki Miyazaki, kickboxeuse japonaise.

## Décès

### Xesiècle
- 995 : Guillaume IV d'Aquitaine (Guillaume Fièrebrace), duc d'Aquitaine et comte de Poitiers (°C. 935).

### XVIIesiècle
- 1651 : Henri de Sévigné, mari de Madame de Sévigné (° 16 mars 1623).

### XVIIIesiècle
- 1705 :
  - Jean Gilles, compositeur français (° 8 janvier 1668).
  - Philipp Jacob Spener, théologien allemand (° 13 janvier 1635).
- 1790 : William Cullen, physicien et chimiste britannique (° 15 avril 1710).

### XIXesiècle
- 1807 : Pascal Paoli, patriote et chef d'État corse (° 6 avril 1725).
- 1818 : Charles XIII de Suède, roi de Suède et de Norvège (° 7 octobre 1748).
- 1820 : Zamor, ancien page de Madame du Barry (° ca 1762)
- 1845 : Robert-Aglaé Cauchoix, opticien français (° 24 avril 1776).
- 1881 : Thomas Carlyle, écrivain britannique (° 4 décembre 1795).
- 1886 : Richard Robert Madden, médecin et écrivain irlandais (° 22 août 1798).
- 1888 : Martin Powell, joueur de baseball américain (° 25 mars 1856).
- 1894, exécuté : Auguste Vaillant, anarchiste français ayant jeté une bombe parmi les députés (° 27 décembre 1861).
- 1899 : El Ecijano (Juan Jiménez Ripoll dit), matador espagnol (° 24 juin 1858).

### XXesiècle
- 1917 :
  - Édouard Drumont, écrivain, journaliste, homme politique et polémiste antisémite français (° 3 mai 1844).
  - Jaber II Al-Sabah, émir du Koweït (° 1860).
- 1937 : Lou Andreas-Salomé, femme de lettres allemande d'origine russe, amie de Nietzsche ou Rilke (° 12 février 1861).
- 1939 : Soledad Gustavo, intellectuelle espagnole (° 29 novembre 1865).
- 1943 : W. S. Van Dyke, réalisateur américain (° 21 mars 1889).
- 1944 : Marie-Alphonsine Loretti, ambulancière militaire française première femme décorée de la Médaille militaire (° 29 juillet 1915).
- 1950 : Adolphe Pierre Szelazek, évêque polonais, fondateur d'une congrégation religieuse (° 1er août 1865).
- 1962 :
  - Gaetano Cicognani, cardinal italien de la curie romaine (° 26 novembre 1881).
  - Jacques Ibert, compositeur français académicien ès beaux-arts (° 15 août 1890).
- 1968 : Paul Richaud, cardinal français, archevêque de Bordeaux (° 16 avril 1887).
- 1969 :
  - Camille Marbo, femme de lettres française jurée du prix Femina (° 11 avril 1883).
  - Thelma Ritter, actrice américaine (° 14 février 1905).
- 1972 : Marianne Moore, femme de lettres américaine (° 15 novembre 1887).
- 1976 : Rudy Pompilli (en), saxophoniste américain du groupe Bill Haley & His Comets (° 16 avril 1924).
- 1977 : Oskar Klein, physicien suédois (° 15 septembre 1894).
- 1984 : El Santo Rodolfo Guzmán Huerta (el Enmascarado de Plata), « lutteur libre » et acteur mexicain (° 23 septembre 1917).
- 1985 : Georges-Émile Lapalme, homme politique québécois (° 14 janvier 1907).
- 1987 :
  - Michel Baroin, homme politique et homme d'affaires français (° 29 novembre 1930).
  - William Collier Jr., acteur, producteur et scénariste américain (° 12 février 1902).
- 1991 : Dean Jagger, acteur américain (° 7 novembre 1903).
- 1992 : Miguel Rolando Covian (en), physiologiste agentino-brésilien (°7 septembre 1913).
- 1993 :
  - Marcel Léger, enseignant, ministre et sondeur (° 8 juin 1930).
  - Joseph L. Mankiewicz, scénariste et réalisateur américain (° 11 février 1909).
- 1994 : Tiana Lemnitz, soprano allemande (° 26 octobre 1897).
- 1995 : Doug McClure, acteur américain (° 11 mai 1935).
- 1996 : Magnus (Roberto Raviola dit), dessinateur de bande dessinée italien (° 31 mai 1939).
- 1997 :
  - Pamela Harriman, ambassadrice américaine (° 20 mars 1920).
  - René Huyghe, conservateur du Musée du Louvre, écrivain et académicien français (° 3 mai 1906).
- 1998 : Eduardo Francisco Pironio, cardinal argentin de la curie romaine (° 3 décembre 1920).
- 1999 : Wassily Leontief, économiste américain d'origine russe, lauréat du prix Nobel d'économie en 1973 (° 5 août 1906).
- 2000 :
  - Claude Autant-Lara, réalisateur français académicien ès beaux-arts (° 5 août 1901).
  - George Koltanowski, joueur d'échecs et journaliste belge (° 17 septembre 1903).

### XXIesiècle
- 2001 : Jean Davy, comédien français (° 15 octobre 1911).
- 2004 :
  - John Hench, peintre officiel de Mickey Mouse (° 29 juin 1908).
  - Zang Kejia, poète chinois (° 8 octobre 1905).
- 2005 :
  - Gnassingbé Eyadema, président togolais, de 1967 à sa mort (° 26 décembre 1935).
  - Henri Rochon, joueur de tennis canadien (° 12 mars 1924).
- 2006 : Franklin Cover, acteur américain (° 20 novembre 1928).
- 2007 : Alfred Worm, auteur et journaliste autrichien (° 14 juin 1945).
- 2008 : Maharishi Mahesh Yogi, philosophe et gourou indien (° 12 janvier 1917).
- 2010 :
  - Ian Carmichael, acteur britannique de théâtre, de télévision et de cinéma (° 18 juin 1920).
  - Harry Schwarz, homme politique, diplomate et juriste sud-africain (° 13 mai 1924).
  - Hénia Suchar, actrice française (° 15 janvier 1932).
- 2011 : Brian Jacques, romancier britannique (° 15 juin 1939).
- 2012 :
  - Christian Blachas, journaliste, écrivain, chef d'entreprise, et producteur de télévision français (° 16 juin 1946).
  - Sam Coppola, acteur américain (° 31 juillet 1932).
  - Claude Gaignebet, folkloriste et mythologue français (° 24 janvier 1938).
- 2013 :
  - Stuart Freeborn, maquilleur britannique (° 5 septembre 1914).
  - Reinaldo Gargano, homme politique uruguayen, ministre des Affaires étrangères de 2005 à 2008 (° 26 juillet 1934).
  - Egil Hovland, compositeur norvégien (° 18 octobre 1924).
  - Leda Mileva, écrivaine, traductrice et diplomate bulgare (° 5 février 1920).
  - Paul Tanner, musicien américain du groupe Glenn Miller Orchestra (° 15 octobre 1917).
- 2014 :
  - Robert A. Dahl, professeur émérite américain de science politique à Yale et ancien président d'association (° 17 décembre 1915).
  - Mirkka Rekola, écrivaine et poétesse finlandaise (° 26 juin 1931).
- 2015 : André Sanac, joueur de rugby à XV (° 4 août 1929).
- 2016 : Lohana Berkins, activiste trans argentine (° 15 juin 1965).
- 2020 :
  - Kevin Conway, acteur américain (° 29 mai 1942).
  - Kirk Douglas, acteur et cinéaste américain devenu centenaire (° 9 décembre 1916).
- 2021 : Christopher Plummer, acteur canadien (° 13 décembre 1929).
- 2022 : 
  - Todd Gitlin, sociologue et essayiste américain (° 6 janvier 1943).
  - Angélica Gorodischer, auteure argentine de science-fiction, de fantasy et de science-fiction féministe (° 28 juillet 1928).
  - Ivan Kučírek, coureur cycliste sur piste tchécoslovaque puis tchèque (° 26 novembre 1946).
  - Kenta Nishimura, écrivain japonais (° 12 juillet 1947).
- 2023 : 
  - Hilary Alexander, journaliste de mode britannique (° 5 février 1946).
  - Knut Borchardt, historien allemand (° 2 juin 1929).
  - Chris Browne, dessinateur de comic strip américain (° 16 mai 1952).
  - Robin Cocks, géologue britannique (° 17 juin 1938).
- 2024 :
  - Dries van Agt, universitaire et homme d'État néerlandais (° 2 février 1931).
  - Brigitte Bout, femme politique française (° 26 janvier 1941).
  - Walter van den Broeck, romancier et dramaturge belge (° 28 mars 1941).
  - Brian Callison, écrivain britannique (° 13 juillet 1934).
  - René Chateau, éditeur vidéo français (° 3 juillet 1939).
  - José Delbo, dessinateur de comics argentin (° 9 décembre 1933).
  - Tsutomu Hanahara, lutteur japonais (° 3 janvier 1940).
  - Michael Jayston, acteur britannique (° 29 octobre 1935).
  - Toby Keith, compositeur, interprète et producteur de musique country américain (° 8 juillet 1961).
  - Peter Kulka, architecte allemand (° 20 juillet 1937).
  - Jean Malaurie, ethno-historien, géographe et écrivain français (° 22 décembre 1922).
  - Laralyn McWilliams, conceptrice et productrice de jeux vidéo américaine (° 25 février 1965).
  - Helga Paris, photographe allemande (° 21 mai 1938).
- 2025 :
  - Ján Cuper, homme politique slovaque (° 25 novembre 1946).
  - Vito Di Tano, coureur cycliste italien (° 23 septembre 1954).
  - Irv Gotti, producteur de musique américain (° 26 juin 1970).
  - Alfredo Letanú, footballeur argentin (° 12 août 1952).
  - Louis-Gaston Mayila, avocat et homme politique gabonais (° 25 janvier 1947).
  - Mike Ratledge, musicien britannique (° 6 mai 1943).
  - James Reason, psychologue britannique (° 1er mai 1938).

## Célébrations

### Multinationale et nationales
- Journée internationale du Nutella[13].
- Burundi : jour de l'unité[14].Portrait post-mortem en 1870 de John Jeffries vivant.

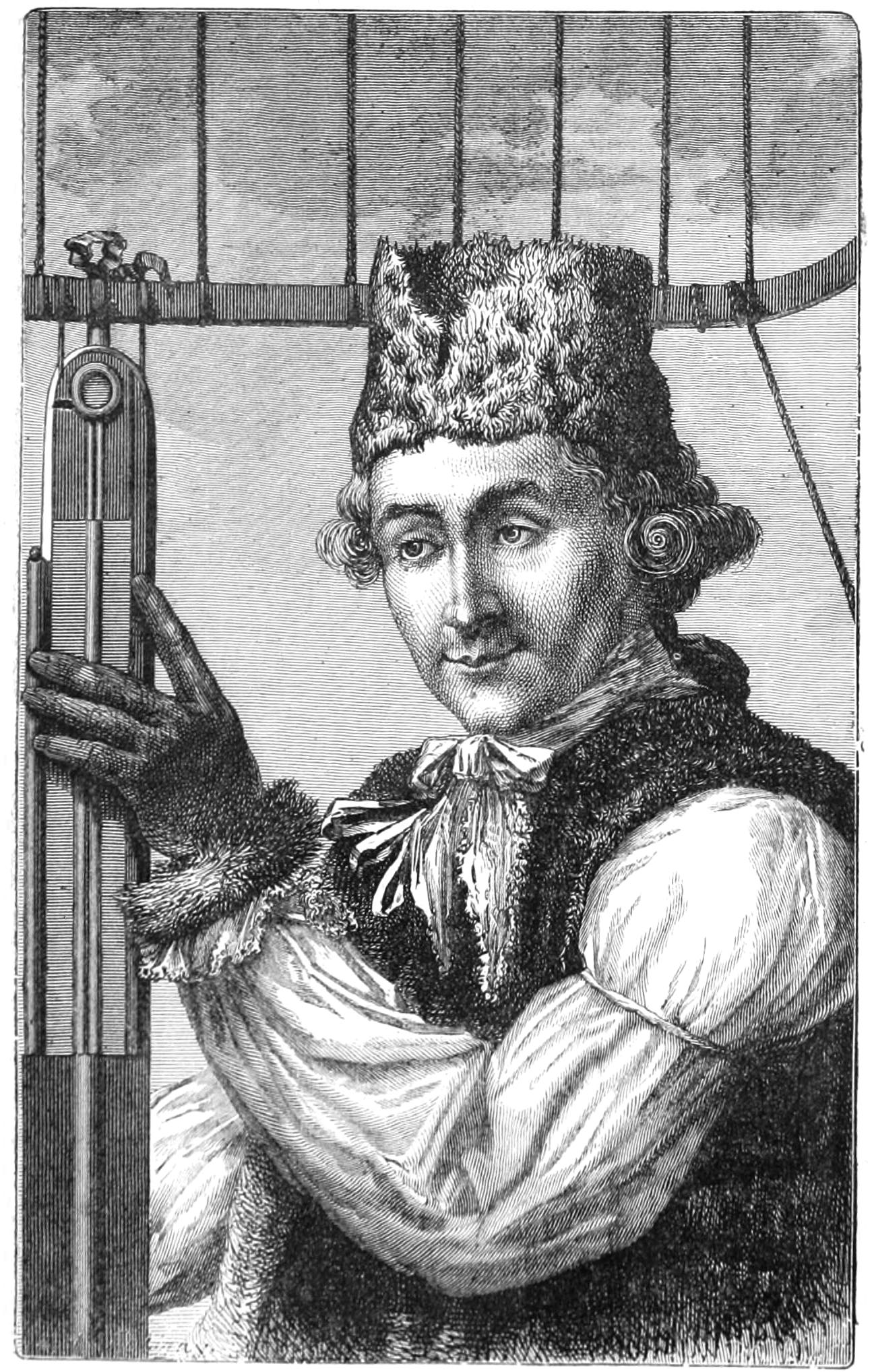
Portrait post-mortem en 1870 de John Jeffries vivant.

- États-Unis d'Amérique du Nord : national weatherperson's day ou journée nationale des observateurs météo à la date anniversaire de naissance de John Jeffries en 1744[15] (voir aussi sa traversée de la Manche avec Jean-Pierre Blanchard).
- France : Journée nationale de prévention contre le suicide.
- Mexique : proclamación de la Constitución ou proclamation de la Constitution nationale[16].
- Pakistan : Kashmir Solidarity Day (en) ou journée de solidarité avec le Cachemire (disputé avec l'Inde).
- Saint-Marin : Festa di sant'Agata e di Liberazione della Repubblica ou fête de Sainte-Agathe, de la libération de la République (et de l'occupation par le cardinal Jules Alberoni en 1740)[17].

### Religieuses
- Christianisme orthodoxe : mémoire d'Eusuchus ou Eusignios, martyr à Antioche sous l'empereur romain Julien, dans le lectionnaire de Jérusalem.

### Autres saints des Églises chrétiennes

#### Saints catholiques et orthodoxes
Saints catholiques et orthodoxes :
- Adélaïde de Villich († 1015), abbesse à Vilich, actuellement ortsteil de Beuel (stadtbezirk de Bonn, Allemagne).
- Agathe de Catane († 251), vierge et martyre à Catane.
- Agricole de Tongres († 420), évêque de Tongres dans le Limbourg belge.
- Albuin († 1005), évêque de Sabiona qui transféra le siège épiscopal à Bressanone.
- Avit de Vienne († 525), 19e évêque de Vienne.
- Bertulphe de Renty († 705), fondateur de l'abbaye de Renty.
- Indract de Glastonbury (en) († 710), pèlerin qui fut massacré par des Saxons.
- Génoin († 619), 1er évêque de Sabiona (siège transféré à Bressanone).
- Jean Morosini († 1012), bénédictin à l'abbaye Saint-Michel de Cuxa puis abbé à Venise.
- Luc de Demenna (it) († 995), abbé basilien.
- Modeste de Carinthie († 722), moine devenu évêque.
- Polyeucte de Constantinople († 970), patriarche de Constantinople.
- Sabas le jeune († 995), moine au monastère de Saint-Césaire de Rome.
- Voué († 700), reclus près de Soissons.

#### Saints et bienheureux catholiques
Saints et bienheureux catholiques :
- Eduardo Francesco Pironio († 1998), bienheureux Cardinal Argentin.
- Élisabeth Canori Mora († 1825), bienheureuse laïque italienne, tertiaire trinitaire.
- Françoise Mezière († 1794), bienheureuse laïque française vierge et martyre sous la révolution française de 1789.
- Jesús Méndez Montoya (es) († 1928), prêtre mexicain fusillé pendant la guerre des Cristeros.
- Louis Ibaraki († 1597), enfant de chœur chez les franciscains, l'un des martyrs à Nagasaki.
- Philippe de Jésus († 1597), franciscain mexicain martyr à Nagasaki.

#### Saints orthodoxes,aux dates parfois"juliennes"ou orientales
Saints orthodoxes :
- Antoine († 1777), Antoine d'Athènes, néo-martyr.
- Théodose († 1696), Théodose de Tchernigov, évêque de Tchernigov.

### Prénoms du jour[Où?]
Bonne fête aux Agathe et ses variantes : Ádega, Agata, Agate, Agatha, Agda, Ågot, Aagot, Ágota, Águeda, Marie-Agathe ;
- aux Hassan / حسن, dont le prénom signifie aussi bon, excellent, beau[20].) et ses variantes masculines : Hasan, Hassane, Hussein ; et féminines : Hasana, Hassana, pouvant être également fêtés le 5 février du fait de leur "parenté" de sens étymologique(s) avec Agathe.

Et aussi aux :
- Avit et ses variantes ou dérivés : Avita, Avitte, etc.
- Aux Merin.

## Traditions et superstitions

### Dictons
- « À la sainte-Agathe, l'hiver se hâte. »
- « À la sainte-Agathe, si l’eau court dans le ruisseau, le lait, ou ne s’en faudra guère, coulera dans la chaudière. »[21]
- « À sainte-Agathe va à ta vigne, si ce n'est pour y travailler, au moins pour y déjeuner. »[22]
- « Eau qui court à la sainte-Agathe, mettra du beurre dans la baratte. »[Cosson 1]
- « Pour la sainte-Agathe chante l'alouette. »[Cosson 2]
- « Pour la sainte-Agathe, plante ton oignon, fût-il dans la glace, il deviendra bon. »[Cosson 3] (cf. 19 mars pour la saint-Joseph).
- « Si pour la sainte-Agathe il pleut, le maïs croît au mieux, même sur les pierreux. »[23]
- « Si tu sèmes tes poireaux à la sainte-Agathe, pour un brin t'en auras quatre. » (dicton des Deux-Sèvres)[24]

### Astrologie
- Signe du zodiaque : 16e jour du signe astrologique du Verseau.

## Toponymie
- Les noms de plusieurs voies, places, sites ou édifices de pays ou provinces francophones contiennent cette date dans leur nom avec diverses graphies : voir Cinq-Février .